# Ян Матейко
Ян Альо̀йзи Матѐйко (на полски: Jan Alojzy Matejko) е полски художник известен с картините си на историческа тематика.

## Биография
Роден е през 1838 година в Краков, в семейството на Франтишек Ксавер Матейко и Йоанна Каролина Росберг. Баща му е чех, а майка му произхожда от семейство на полонизирани германци, но важен елемент от домашната атмосфера е полското патриотично чувство и борбата за национална независимост.
От 1852 г. Матейко следва в Академията за изящни изкуство в Краков под ръководството на Войчех Корнел Статлер и Владислав Лушчкевич. Още тогава проличава интересът му към историческата живопис. През 1858 г. получава стипендия и специализира в Мюнхен и Виена. След завръщането си в Полша става част от краковската бохема, която включва художници, писатели и историци. Установява близки контакти с Юзеф Шуйски, един от основателите на Краковската историческа школа, чиито идеи оказват силно влияние върху творческата му концепция.
Ян Матейко получава международна известност като художник на платна с историческа тематика. През 1865 г. получава златен медал в ежегодния парижки Салон за Проповедта на Скарга. На световното изложение във френската столица през 1867 г. е награден със златен медал първа степен. Отличен е със званието Кавалер на Почетния легион (1870), австрийския Kunstmedaille (1887) и папския Орден на Пий ІХ (1883).
През 1873 г. получава предложение да стане директор на Академията за изящни изкуства в Краков. Изпълнява тази длъжност до края на живота си. Сред учениците му са водещи имена в полската модернистична живопос като Яцек Малчевски и Станислав Виспянски. Днес висшето учебно заведение носи неговото име. Като специалист Матейко участва при обновяването на готическия олтар на Вит Ствош, на Вавелския дворец и Мариацката катедрала в Краков, за която изготвя и проект за витражи, с който възобновява традицията на това изкуство в Полша. През 1878 г. кметът на старата полска столица му връчва скиптър, с който символично му поверява духовната власт над народа, лишен от собствена държава.
Сред най-известните платна на художника са Станчик (1862), Проповедта на Скарга (1864) и Рейтан пред варшавския сейм през 1773 година (1866), които проследяват кризата в Жечпосполита, довела до подялбата на Полша между Русия, Прусия и Австрия. Докато ранните му исторически творби отразяват критика срещу политическия живот в Жечпосполита, след краха на Януарското въстание Матейко създава редица платна, прославящи най-славните моменти от нейната история: Люблинската уния (1869), представяща обединение на Полша и Литва, Битката при Грюнвалд (1872 – 78), Собиески при Виена (1883), Конституцията от 3 май (1891). Стилът на твореца се отличава със задълбочено познаване на историческия контекст, внимание към детайла, склонност към изграждане на мащабни композиции с висок драматургичен заряд, търсене на причинно-следствените връзки в историческия процес и символните измерения на представените личности и събития, силно патриотично чувство и морален патос. Творческото наследство на Матейко обхваща над 300 творби: маслени картини на историческа, религиозна и алегорична тематика, портрети, рисунки и скици.
Умира през 1893 година в Краков.